# Okręg wyborczy Folkestone and Hythe
Okręg wyborczy Folkestone and Hythe – powstał w 1950 r. i wysyła do brytyjskiej Izby Gmin jednego deputowanego. Okręg obejmuje miasta Folkestone i Hythe w hrabstwie Kent.

## Deputowani do brytyjskiej Izby Gmin z okręgu Folkestone and Hythe
- 1950–1959: Harry Mackeson, Partia Konserwatywna
- 1959–1983: Albert Costain, Partia Konserwatywna
- 1983 –: Michael Howard, Partia Konserwatywna